# Johannes Smetius

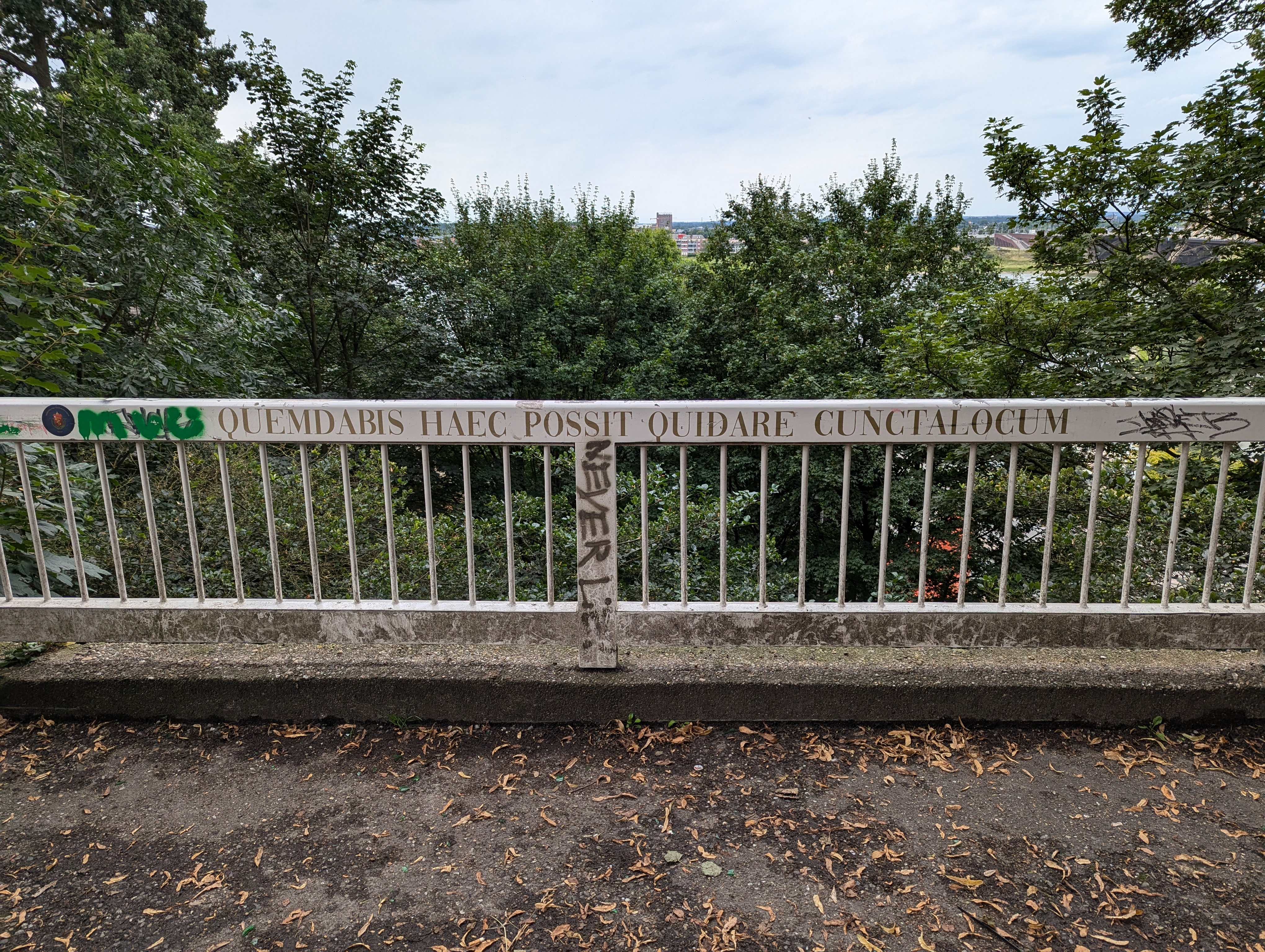
'Quem dabis haec possit...' door Johannes Smetius, Valkhof, Nijmegen

Johannes Smetius, geboren als Johannes Smith (Aken, 10 oktober 1590 - Nijmegen, 30 mei 1651) en ook bekend als Johannes Fabricius, was een Nijmeegse oudheidkundige, verzamelaar en predikant. Hij is met name bekend geworden vanwege zijn collectie Romeinse oudheden en zijn studiën naar het Romeinse verleden van de stad Nijmegen (zie ook  Ulpia Noviomagus Batavorum).

## Biografie
Smetius werd geboren als oudste zoon van de textielhandelaar Johann Smith uit Kettenis en Maria Raets uit Karken. Toen zijn geboortestad Aken in 1614 door de Spaanse bevelhebber Ambrogio Spinola werd ingenomen, verhuisde Smetius met zijn ouders mee naar Nijmegen. Hier raakte hij al snel geboeid door het verleden van de stad. Tijdens zijn ruim dertigjarige verblijf in Nijmegen heeft hij veel tijd en geld gespendeerd aan het verzamelen en bestuderen van archeologische overblijfselen uit de Romeinse tijd die in en om de stad werden gevonden.
Dadelijk na zijn komst naar Nijmegen was Smetius al begonnen met het verzamelen van Romeinse oudheden. Gedurende de jaren twintig van de zeventiende eeuw kwamen bij het afgraven van tufstenen fundamenten uit de Romeinse tijd zeer veel antieke voorwerpen aan de oppervlakte. De overvloed van Romeinse vondsten stelde Smetius in staat een belangrijke basis voor zijn oudheidkundige verzameling te leggen. De inwoners van Nijmegen wisten af van Smetius’ belangstelling voor antieke voorwerpen en boden hem vondsten aan die tijdens uitgravingen, weg- of waterwerken werden gevonden.
Smetius' hobby om oudheden te verzamelen was niet uniek in deze tijd. Het kwam onder de welgestelde burgers van de Nederlandse Republiek veel voor dat ze uit liefhebberij of geleerde belangstelling een privécollectie Romeinse antiquiteiten aanlegden. Een dergelijke verzameling fungeerde voor veel mensen als statusobject, maar Smetius bouwde uit pure wetenschappelijke interesse aan zijn collectie. Hij selecteerde niet zo zeer op basis van kostbaarheid, zeldzaamheid of schoonheid, maar op basis van historische waarde voor Nijmegen. Mede hierom wordt Smetius vaak ook gezien als een pionier in de wetenschappelijke archeologie van die stad.
Smetius heeft ook een aantal publicaties over het Romeinse verleden van Nijmegen geschreven, zoals het lofdicht Nijmegen, stad der Bataven. Het Nijmeegse stadsbestuur was gecharmeerd van Smetius’ oudheidkundige studiën. Met zijn Nijmegen, stad der Bataven leverde Smetius namelijk een bijdrage aan de stadsbeschrijving van Nijmegen wat belangrijk was voor de status van de stad binnen de Nederlandse Republiek. Uit dit werk komt ook de versregel die als een van de Latijnse teksten op de balustrades van het Valkhof zijn aangebracht: Quem dabis, haec possit qui dare cuncta, locum?, "welke plaats zult gij tonen die deze [vier rivieren] tezamen kan tonen?".

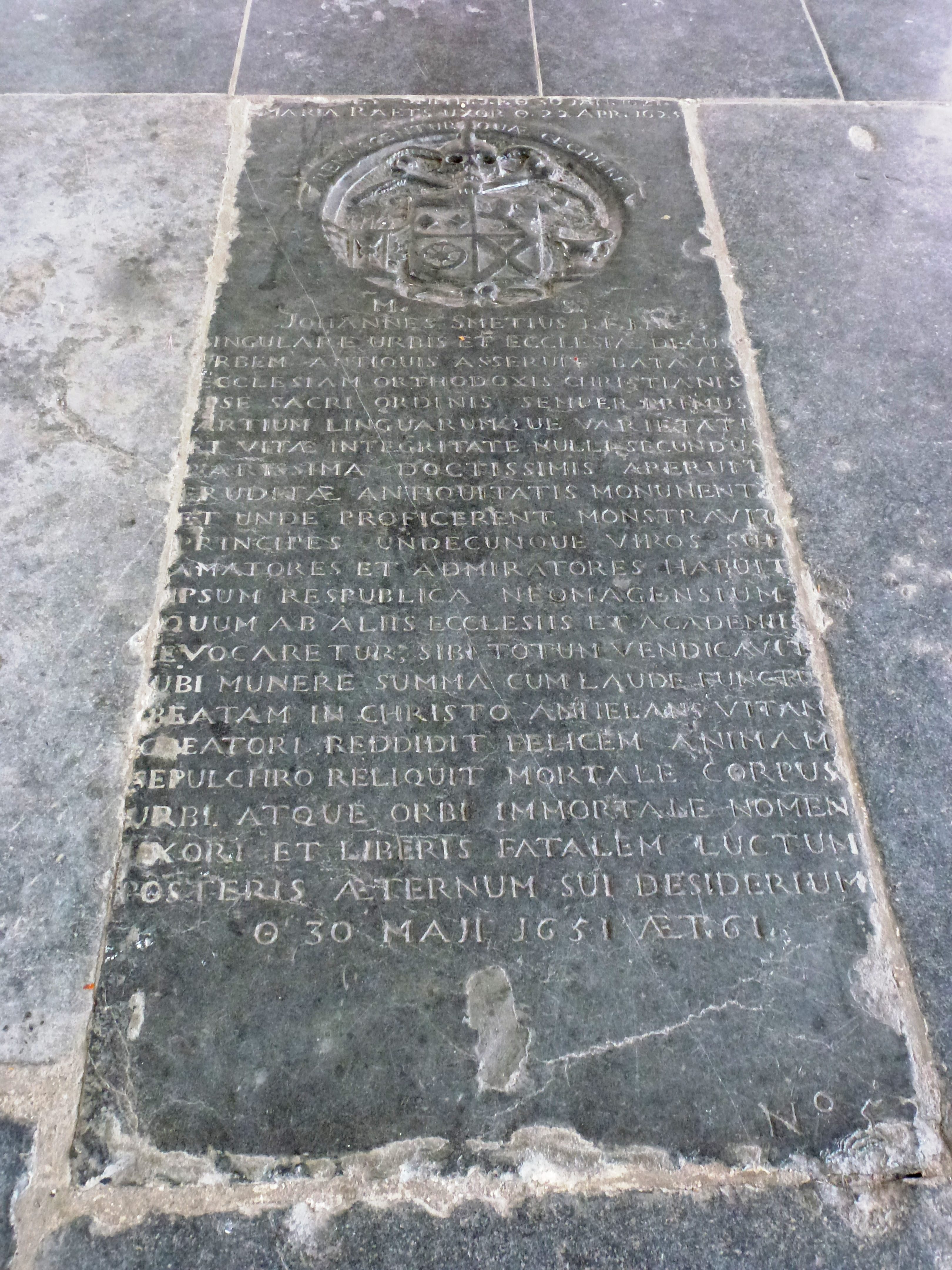
Grafsteen van Johannes Smetius en zijn ouders in de Sint Stevenskerk

Met Lambert Goris was hij ook initiatiefnemer voor de Illustere school waaruit de Kwartierlijke Academie van Nijmegen voortkwam alsook een stadsbibliotheek.

### Overlijden en nalatenschap
Op 30 mei 1651 werd Smetius tijdens het preken onwel en later die dag overleed hij. Hij werd bij zijn ouders in de Sint Stevenskerk te Nijmegen begraven, waar hij vanaf 1618 als predikant actief geweest was. 
Na zijn dood werd zijn verzameling, op een aantal stukken die aan Nijmegen werden gedoneerd na, verkocht aan Johan Willem van de Palts (1658 - 1716). Daarbij verhuisde de collectie naar Düsseldorf. Omdat in de loop van de tijd het grootse deel van Smetius' collectie verspreid is geraakt, is nu niet meer te achterhalen uit welke stukken de collectie precies ooit bestaan heeft.
De Smetiusstraat in het centrum van Nijmegen is naar hem vernoemd.